# Mercedes Doretti
Mercedes Doretti (nascida em 1959) é uma antropóloga forense argentina. Ela é conhecida por encontrar evidências de crimes contra a humanidade.

## Vida e Trabalho
Sua mãe é Magdalena Ruiz Guinazu, uma jornalista de rádio.
Nascia e criada em Buenos Aires, Argentina, obteve sua pós-graduação em Ciências Antropológicas em 1987, pela Universidade Nacional de Buenos Aires. 
Enquanto ainda era estudante ela ajudou a fundar a Equipe Argentina de Antropologia Forense (EAAF), com o intuito de investigar casos de homens, mulheres e crianças desaparecidas entre 1976 e 1983, durante o regime militar argentino.
Desde a criação do EAAF, em 1984, o trabalho da Equipe se dividiu em vários estágios de trabalho intenso: pesquisas históricas para localizar covas clandestinas, escavações, documentações dos corpos encontrados, determinação da causa, maneira e morte das vítimas até o retorno das ossadas das vítimas identificadas para suas famílias.
O trabalho de Doretti junto a EAAF se expandiu. Ela trabalhou nas Filipinas, Chile, Venezuela, Guatemala, El Salvador, Iraque, Brasil, Croácia, Etiópia, Haiti, Panamá, Polinésia Francesa, África do Sul, Etiópia, República Democrática do Congo, Bósnia-Herzegovina, Timor Leste, Zimbábue, Costa do Marfim, Indonésia e México.
Hoje seu processo de investigação e identificação conta com a coleta de evidência científica e implementação de tecnologias aliada a colaboração pessoal das famílias afligidas pela perda em cada passo da identificação. 
Como forma de valorizar a antropologia forense na promoção dos direitos humanos, Doretti produziu manuais e vídeos sobre seu trabalho para contribuir no treinamento e desenvolvimento de outras pessoas por todo o mundo, interessadas em ingressas na área. 
Ela foi professora na Universidade da Califórnia em Berkeley, Universidade de Harvard, Massachusetts Institute of Technology,Universidade de Columbia, Purchase College (da Universidade do Estado de Nova York), The New School for Social Research, Universidade de Rutgers. Colaborou com a Anistia Internacional, o The Carter Center e o Congresso Mundial de Arqueologia .
Também foi cofundadora da Associação Latino-americana de Antropologia Forense (ALAF), sendo presidente da mesma de 2003 a 2005.
A Human Rights Watch, Anistia Internacional e as Nações Unidas utilizam regularmente suas investigações em relatórios sobre os direitos humanos. Ela vive na Cidade de Nova York.
Em 2016, foi indicada pela BBC para a série 100 Mulheres, que busca combater a sub-representação de mulheres na mídia.

## Prêmios e reconhecimentos
- 1989 - Prêmio Reebok de Direitos Humanos (Fundação Rebook)[13]
- 1990 - Prêmio Human Rights Watch Monitor (Human Rights Watch)
- 1999 - Prêmio Human Rights Watch Monitor (Human Rights Watch)
- 2007 MacArthur Fellows Program (2007-2012)
- 2014 Doutora Honoris Causa em Antropologia (Universidade de Buenos Aires)
- 2016 Doutora Honoris Causa (Universidade The New School)
- 2016 - 100 Mulheres (BBC)

## Obras

### Publicações
- Mercedes Doretti, Jennifer Burrell (2007). «Gray Spaces and Endless Negotiations». In:  Les W. Field, Richard Gabriel Fox. Anthropology put to work. [S.l.]: Berg Publishers. ISBN 978-1-84520-601-7
- Bradley J. Adams, John E. Byrd, eds. (2008). «Commingled Remains and Human Rights Investigations». Recovery, Analysis, and Identification of Commingled Human Remains. [S.l.]: Springer. ISBN 978-1-58829-769-3

### Filmes
- Following Antigone: Forensic Anthropology and Human Rights Investigations (EAAF Witness production 2002). Co-produtora